# Antonówka (stacja kolejowa)
Antonówka (ukr. Антонівка) – stacja kolejowa w miejscowości Antonówka, w rejonie waraskim, w obwodzie rówieńskim, na Ukrainie. Położona jest na linii Sarny – Kowel.
Jest to także stacja krańcowa kolei wąskotorowej Antonówka – Zarzeczne.

## Historia
Stacja powstała w czasach carskich pomiędzy stacjami Sarny i Rafałówka.
Podczas rzezi wołyńskiej w 1943 stacja chroniona przez załogę niemiecką i Kozaków, była uznawana za miejsce stosunkowo bezpieczne, przez co w jej okolice ściągała ludność polska z okolicznych wsi. W jej okolicy UPA urządzała zasadzki na uchodźców, natomiast Niemcy wywozili ze stacji Polaków na roboty przymusowe, jednak większości polskiej ludności cywilnej tu skupionej udało się ocalić.